# Julio Farías Cabello
Julio Alfredo Farías Cabello (San Miguel de Tucumán, 19 settembre 1978) è un ex rugbista a 15 argentino, partecipante con i Pumas alla Coppa del Mondo 2011.

## Biografia
Formatosi rugbisticamente dall'età di 7 anni nel Bajo Hondo, club della sua città natale, passò a 14 nella concittadina Tucumán RC, con la cui prima squadra debuttò a 18 anni nel 1996, nel 1999 emigrò in Europa firmando un contratto professionistico con il Partenope a Napoli, in cui rimase 10 mesi per poi trasferirsi in Francia al Rouen in Fédérale 1 (terza divisione nazionale).
Nell'ultimo anno al club fece la conoscenza del suo compatriota Daniel Hourcade, lì giunto come allenatore; problemi economici al Rouen portarono al rilascio di molti giocatori, e Farías Cabello seguì Hourcade al Belenenses di Lisbona.
Nel 2010, a 32 anni, ricevette dal C.T. dei Pumas la convocazione in nazionale, a più di 10 anni dall'ultima volta in cui aveva indossato un'uniforme delle rappresentative argentine, con la squadra A.
L'esordio avvenne a novembre di quell'anno a Montpellier contro la Francia, e nella stagione successiva giunse un contratto professionistico con la UAR e l'inserimento nella squadra dei Pampas XV, compagine invitata a disputare la Vodacom Cup sudafricana e che vinse nel 2011.
In quello stesso anno giunse anche la convocazione alla Coppa del Mondo 2011 nel corso della quale, a 33 anni compiuti da poco, segnò una meta nei quarti di finale contro la Nuova Zelanda che fu premiata come la migliore dell'anno anche se non fu sufficiente per evitare l'eliminazione argentina.
A febbraio 2013 Cabello fu ingaggiato dalla squadra inglese del London Welsh per il finale di stagione; nel novembre di quell'anno disputò il suo ultimo incontro internazionale, a Roma contro l'Italia, e nel 2014, dopo un'ulteriore stagione al suo club originario, chiuse l'attività agonistica; gestisce un minimarket a Tucumán e possiede un'azienda vinicola fondata con altri ex compagni di squadra.

## Palmarès
- Vodacom Cup: 1
Pampas XV: 2011